# Czerniejewo
Czerniejewo (deutsch Schwarzenau, früher Tscherniejewo) ist eine Stadt im Powiat Gnieźnieński der Woiwodschaft Großpolen in Polen. Sie ist Sitz der gleichnamigen Stadt-und-Land-Gemeinde mit 7388 Einwohnern (Stand 31. Dezember 2020).

## Geographische Lage
Die Stadt liegt am Fluss Wrześnica (Wreschnitza), etwa 38 Kilometer östlich der Stadt Posen.

## Geschichte

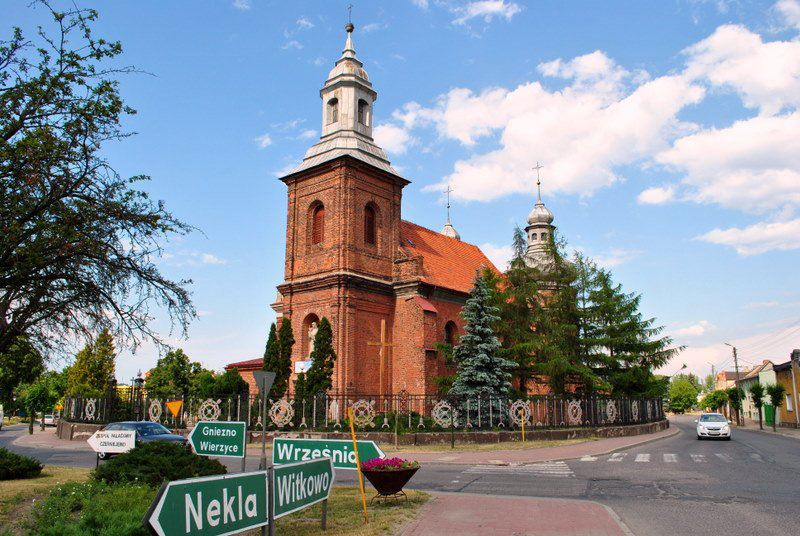
Stadtkirche

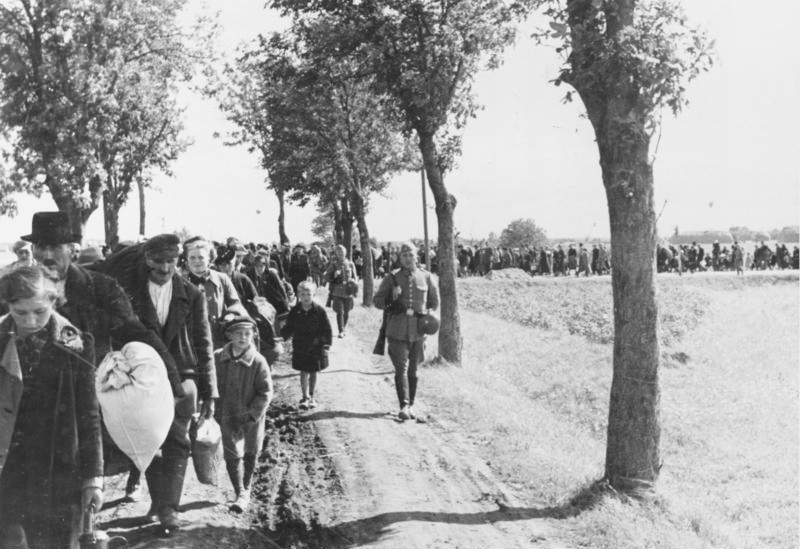
„Evakuierte“ Polen auf dem Weg zum Bahnhof, 1939

Im 11. Jahrhundert befand sich an der Stelle des heutigen Czerniejewo ein Handelsplatz. Die erste urkundliche Erwähnung stammt aus dem Jahr 1284. Bis 1386 gehörte der Ort zu den königlichen Gütern, danach ging er an Sędziwój Paluka z Szubina. Wann genau die Siedlung das Stadtrecht erhielt, ist nicht mehr bekannt, da die entsprechenden Dokumente verloren gegangen sind, die Stadterhebung erfolgte aber zwischen 1386 und 1390 nach Magdeburger Recht. Im 16. Jahrhundert befanden sich die Górka  im Besitz der Ortschaft. Stephan Báthory genehmigte in einer Urkunde vom 30. März 1581 dem Ort, Jahrmärkte abhalten zu dürfen.  Die Reformation hielt Einzug, und die Protestanten bauten eine Kirche.
Etwa 1780 ließ General Jan Lipski, inzwischen Eigentümer des Ortes, hier einen Palast errichten. Am Ausgang des 18. Jahrhunderts hatte die Stadt drei Kirchen, ein öffentliches Gebäude, 98 Wohnhäuser, sechs Mühlen und 787 Einwohner, darunter 147 Juden. Die Hälfte der Bewohner waren Polen. Durch Heirat einer Lipski kam die Ortschaft im 19. Jahrhundert an einen Skorzewski.
Bei der Zweiten Teilung Polen-Litauens fiel Czerniejewo 1793 an Preußen. Nach dem Frieden von Tilsit kam der Ort 1807 in das neu gebildete Herzogtum Warschau und verblieb dort bis zu dessen Auflösung 1815. Durch den Wiener Kongress kam die Stadt wieder zum Königreich Preußen. Während des Großpolnischen Aufstands 1848 brachten polnische Insurgenten die Stadt unter ihre Kontrolle, verbarrikadierten die Eingänge und begannen, die Flussbrücke abzureißen. Im April ließ General von Hirschfeld durch Abfeuern von vier Warnschüssen aus Artillerie-Geschützen den Aufstand beenden. Die Stadt wurde von preußischen Truppen besetzt, die Brücke wieder instand gesetzt.
Im Jahr 1875 erfolgte der Anschluss an das Schienennetz der preußischen Staatsbahn.
Bis zum Ende des Ersten Weltkriegs hatte die Stadt zum Landkreis Witkowo im Regierungsbezirk Bromberg der preußischen Provinz Posen gehört.
1918/1919 nahm die polnische Bevölkerungsgruppe des Ortes am Großpolnischen Aufstand teil. Aufgrund der Bestimmungen des Versailler Vertrags musste die Stadt 1920 an die Zweite Polnische Republik abgetreten werden.
Zu Beginn des Zweiten Weltkriegs wurde Czerniejewo durch den Überfall auf Polen der deutschen Wehrmacht völkerrechtswidrig dem Reich einverleibt. Die polnische Bevölkerungsgruppe wurde 1939 evakuiert. Das Kreisgebiet mit der Stadt wurde dem Reichsgau Wartheland angegliedert, zu dem es bis 1945 gehörte.
Gegen Ende des Zweiten Weltkriegs besetzte im Januar 1945 die Rote Armee die Region. Czerniejewo kam wieder zu Polen. Angehörige der deutschen Minderheit wurden vertrieben.
Im Zuge der Neugliederung der Woiwodschaften wurde der Ort 1975 Teil der neu gebildeten Woiwodschaft Posen und 1999 Teil der Woiwodschaft Großpolen.

## Einwohnerzahlen
- 1800: 0787, die Hälfte Polen, darunter 147 Juden[1]
- 1816: 0870, in nur 85 Haushalten, darunter 440 Katholiken, 212 Evangelische und 216 Juden[1]
- 1837: 1188[1]
- 1843: 1297[1]
- 1858: 1213[1]
- 1861: 1302[1]
- 1885: 1480[3]

## Gemeinde
Zur Stadt-und-Land-Gemeinde (gmina miejsko-wiejska) Czerniejewo gehören die Stadt selbst und 14 Dörfer mit Schulzenämtern.

## Bauwerke

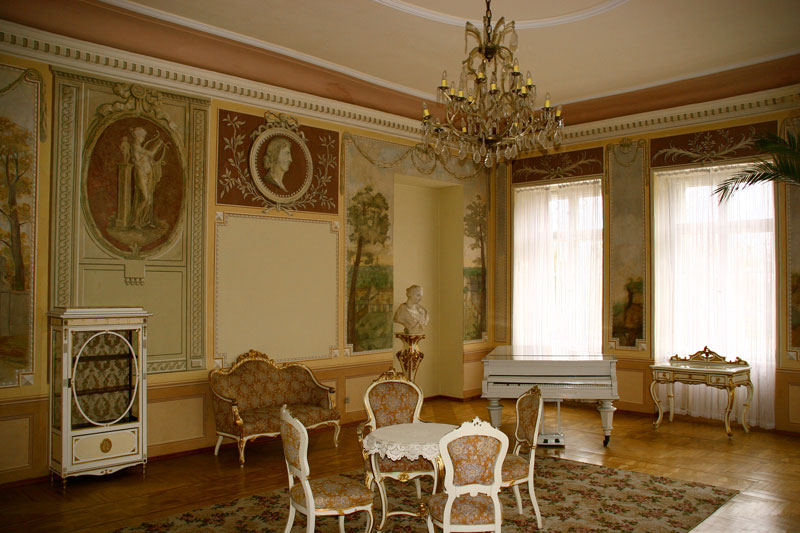
Salonzimmer im Schloss

Besonders sehenswert ist das Schloss von Jan Lipski, der durch den Architekten Ignacy Graff geplant worden war. Es wird heute als Hotel und zur Durchführung von Tagungen sowie großen Familienfesten (Kommunion und Hochzeit) genutzt.
Weiterhin ist die spätgotische Kirche Johannes des Täufers (kościół św. Jana Chrzciciela) aus dem 16. Jahrhundert sehenswert.
Die Gebäude am Markt stammen zum Teil aus dem frühen 19. Jahrhundert.

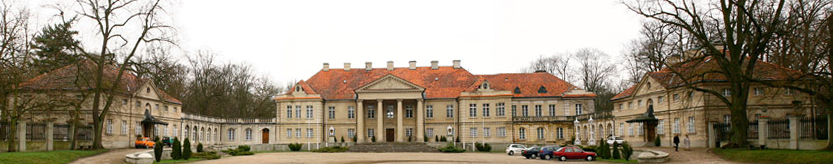
Schloss von Czerniejewo

## Verkehr
Die Stadt liegt an keiner größeren Straße. Die Landesstraße 434 verläuft etwa sieben Kilometer westlich, sieben Kilometer östlich verläuft die Landesstraße 15. Die Europastraße 261 verläuft neun Kilometer nördlich, die Europastraße 30 neun Kilometer südlich.
Czerniejewo hat einen östlich gelegenen Bahnhof an der bei der Stadt nur noch im Güterverkehr betriebenen Bahnstrecke Oleśnica–Chojnice. Weitere ehemalige Bahnhöfe bestehen in den Ortsteilen Gębarzewo und Żydowo.
Etwa 50 Kilometer westlich der Stadt befindet sich der Flughafen Poznań-Ławica.

## Söhne und Töchter des Orts
- Onufry Kopczyński (1735–1817), polnischer Grammatiker, Förderer des Schulwesens und Repräsentant der Aufklärung in Polen
- Sigismund von Dziembowski-Pomian (1858–1918), preußischer Politiker, Jurist und Mitglied des Preußischen Herrenhauses.
- Herbert Lewin (1899–1982), deutscher Arzt und Vorsitzender des Zentralrats der Juden in Deutschland.